# 寅次郎的故事15 鸳鸯伞
《寅次郎的故事15 鸳鸯伞》（日語：男はつらいよ 寅次郎相合い傘）是一部1975年上映的日本喜剧电影，亦是《寅次郎的故事系列》的第十五部剧场版作品。由山田洋次导演，渥美清、倍赏千惠子、前田吟、下条正巳、三崎千惠子及浅丘琉璃子等等主演。于1975年8月2日上映。

## 劇情簡介
寅次郎在北海道與因家中生活沉悶無趣而出走的兵頭謙次郎一起旅遊，二人花了幾天在一起，並與寅次郎的舊愛歌手莉莉相遇。但寅次郎不敢與莉莉重新發展感情，之後寅次郎跟莉莉爭吵，最後分道揚鑣。寅次郎唯有返回柴又同叔叔嬸嬸及妹妹櫻相聚，大家關係得以改善。

## 主要演员
- 车寅次郎：渥美清
- 诹访樱：倍赏千惠子
- 车龙造：下条正巳
- 车つね：三崎千惠子
- 诹访博：前田吟
- たこ社长：太宰久雄
- 源公：佐藤蛾次郎
- 御前样：笠智众
- 奴隶商：吉田义夫
- 信子：岩崎加根子
- 君子：久里千春
- 鞠子：早乙女爱
- 兵头谦次郎：船越英二
- 莉莉：浅丘琉璃子
- 满男：中村隼人
- 青森旅馆女服务员：宇佐美由布
- 小樽的主妇：村上记代
- 歌厅的女1：光映子
- 歌厅的女2：秩父晴子
- 海贼1：米仓齐加年
- 海贼2：上条恒彦
- 函馆旅馆女服务员：谷よしの

## 奖项
- 第30届每日电影奖之女主角奖／浅丘琉璃子
- 第30届每日电影奖之美术奖／佐藤公信
- 电影旬報十大最佳日本电影部門第5位
- 电影旬報女主角奖／浅丘琉璃子
- 第18届蓝丝带奖之女主角奖／浅丘琉璃子
- 第18届蓝丝带奖之女配角奖／倍赏千恵子
- 第18届蓝丝带奖之特别奖／山田洋次

### 英文
- . 英国电影协会.   [2013-05-07]. （原始内容存档于2012-10-17） （英语）.
- . Complete Index to World Film.   [2013-05-07]. （原始内容存档于2012-09-13） （英语）.

### 德文
- . www.molodezhnaja.ch.   [2013-05-07]. （原始内容存档于2012-07-17） （德语）.

### 日文
- . www.allcinema.net.   [2013-05-07]. （原始内容存档于2012-10-18） （日语）.
- . 日本电影院数据库（日本文化厅）.   [2013-05-07]. （原始内容存档于2012-02-26） （日语）. 外部链接存在于|publisher= (帮助)
- . 日本电影数据库.   [2013-05-07]. （原始内容存档于2013-01-04） （日语）.
- . 电影旬报.   [2013-05-07]. （原始内容存档于2012-03-09） （日语）.

### 中文
- . 豆瓣电影.   [2013-05-07]. （原始内容存档于2013-03-31）.